# 天空之舞传媒
天空之舞传媒 （Skydance Media, LLC，原名Skydance Productions）是美国加利福尼亚州圣莫尼卡的一家制作公司，从事电影、动画、电视和电子游戏制作。该公司由大卫·埃里森于2006年创立，2009年与派拉蒙影业建立了为期五年的合作伙伴关系，共同制作和共同资助电影，并已两次续约至2021年。

## 历史

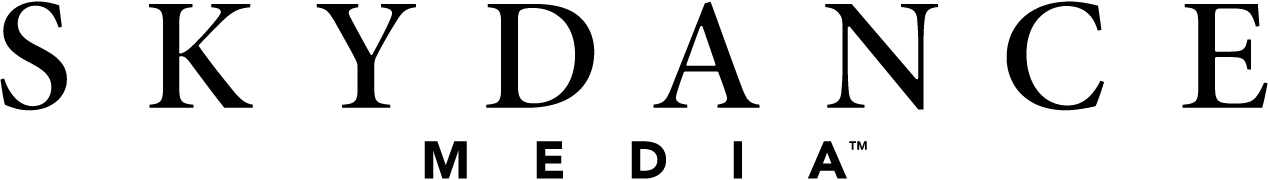
2016-2021年的商标

该公司由大卫·埃里森于2006年成立。该公司的第一部电影是2006年的《空戰英豪》。
2009年秋，天空之舞和派拉蒙影业签署了一项为期五年的联合筹资、制作和发行协议（后在2013年夏、2017年8月续签）。2010年8月，通过与派拉蒙的合作以及埃里森的父亲拉里·埃里森的股本投资，公司筹集了3.5亿美元拍摄电影。
2013年5月1日，它推出天空之舞电视（Skydance Television） 。
2015年，公司筹集了7亿美元的新融资，包括投资人的2亿美元股权和摩根大通的5亿美元信贷。2016年5月3日，公司收购游戏开发商The Workshop Entertainment, Inc.，将其更名为Skydance Interactive, LLC。
2017年3月16日，公司与伊利昂动画工作室（Ilion Animation Studios）建立了合作，成立了天空之舞动画（Skydance Animation）。2019年，天空之舞聘请前迪士尼首席创意官、前皮克斯创意总监约翰·拉塞特担任动画分公司负责人。
2018年1月25日，腾讯收购了该公司5%至10%的股权。